# Oreshura
Ore no kanojo to osananajimi ga shuraba sugiru (俺の彼女と幼なじみが修羅場すぎる), souvent abrégé en Oreshura (俺修羅), est une série de light novels écrite par Yūji Yūji et illustrée par Ruroo. Elle est publiée entre février 2011 et février 2022 en 19 volumes par SB Creative dans sa collection GA Bunko. Une adaptation en manga dessiné par Nanasuke est publiée entre juin 2011 et mars 2014 par Square Enix. Une adaptation en anime produite par le studio A-1 Pictures est diffusée en 2013.

## Synopsis
Bien décidé à obtenir une bourse afin de pouvoir intégrer une école de médecine, Eita passe le plus clair de son temps à étudier sans relâche. En raison du divorce de ses parents qui sont partis chacun de leur côté, le laissant seul avec sa tante, il ne porte aucun intérêt à l'amour. Toutefois, lors de la rentrée des classes, il se retrouve assis à côté de Masuzu, l'une des plus belles filles du lycée ayant rejeté jusqu'à ce jour les nombreuses déclarations d'amour qui lui ont été faites. Fatiguée de voir les prétendants s’accumuler, celle-ci exerce une pression sur Eita afin qu'il fasse croire à tout le monde qu'ils sortent ensemble. Acculé, ce dernier se retrouve obligé d'accepter, au grand dam de son amie d'enfance Chiwa.

## Personnages
- Eita Kidō (季堂 鋭太, Kidō Eita?)
  - Voix japonaise : Junji Majima (drama CD), Ryōta Ousaka (anime)
- Chiwa Harusaki (春咲 千和, Harusaki Chiwa?)
  - Voix japonaise : Aki Toyosaki (drama CD), Chinatsu Akasaki (anime), voix française : Emilie Charbonnier
  - Amie d'enfance d'Eita, amoureuse de lui depuis toujours, et détestant le fait qu'il soit en couple avec Masuzu. Elle va tout faire pour les séparer jusqu'à se déclarer.
- Masuzu Natsukawa (夏川 真涼, Natsukawa Masuzu?)
  - Voix japonaise : Chiwa Saitō (drama CD), Yukari Tamura (anime), voix française : Angelique Heller
  - « Petite amie » d'Eita. Bien qu'elle fasse semblant, elle se montre très possessive envers Eita et déteste qu'une autre fille l'approche. Elle va développer des sentiments pour lui vers la fin de l'anime.
- Himeka Akishino (秋篠 姫香, Akishino Himeka?)
  - Voix japonaise : Hisako Kanemoto, voix française : Isabelle Volpé
  - « Ex-petite amie » d'Eita. Elle tombe en réalité amoureuse de lui devant la gare devant sa « prestation » de sa vie antérieure. Elle utilise le prétexte d'être son ex-petite amie dans cette vie antérieure pour l'approcher.
- Ai Fuyuumi (冬海 愛衣, Fuyuumi Ai?)
  - Voix japonaise : Ai Kayano, voix française : Fily Keita
  - « Fiancée » d'Eita. Ils sont amis d'enfance et se seraient fait une promesse de se marier une fois plus grands. Bien qu'Eita n'ait pas pris cela au sérieux, se retrouvant au lycée, Ai compte bien faire en sorte qu'il ait envie de sortir avec elle.
- Kaoru Asoi (遊井 カオル, Asoi Kaoru?)
  - Voix japonaise : Yu Kobayashi (drama CD), Risa Taneda (anime)
  - Meilleur ami d'Eita et ami d'enfance d'Ai.
- Saeko Kiryū (桐生 冴子, Kiryū Saeko?)
  - Voix japonaise : Kaori Nazuka
  - Tante d'Eita.
- Mana Natsukawa (夏川 真那, Natsukawa Mana?)
  - Voix japonaise : Nao Tōyama
  - Petite sœur de Masuzu, arrogante, et qui a embrassé Eita devant Masuzu.

## Light novel
Oreshura est une série de light novels écrite par Yūji Yūji et illustrée par Ruroo. Le premier volume est publié par SB Creative le 15 février 2011, et la série s'est clôturée le 15 février 2022 avec un dix-huitième tome. Un spin-off est sorti le 15 février 2013.

## Anime
La série télévisée d'animation est composée de 13 épisodes, d'environ 25 minutes chacun.

### Fiche technique
- Réalisation : Kanta Kamei
- Scénario : Tatsuhiko Urahata
- Character design : Mai Otsuka
- Musique : Masatomo Ota
- Studio d'animation : A-1 Pictures
- Genre : comédie romantique
- Durée : 13 x 25 min

### Liste des épisodes
| No | Titre français | Titre japonais             | Titre japonais                         | Date de 1re diffusion |
| No | Titre français | Kanji                      | Rōmaji                                 | Date de 1re diffusion |
| -- | -------------- | -------------------------- | -------------------------------------- | --------------------- |
| 1  |                | 高校生活のスタートは修羅場 | Kōkō seikatsu no stāto wa shuraba      | 5 janvier 2013        |
| 2  |                | 新しい部を結成して修羅場   | Atarashii bu wo kessei site shuraba    | 12 janvier 2013       |
| 3  |                | 幼なじみの涙で修羅場       | Osananajimi no namida de shuraba       | 19 janvier 2013       |
| 4  |                | 男の戦いは修羅場           | Otoko no tatakai wa shuraba            | 26 janvier 2013       |
| 5  |                | ラブレターの真相は修羅場   | Raburetā no shinsou wa shuraba         | 2 février 2013        |
| 6  |                | 灰色の世界を切り裂く修羅場 | Haiiro no sekai wo kirisaku shuraba    | 9 février 2013        |
| 7  |                | 夏季講習なのに修羅場       | Kaki kōshū nanoni shuraba              | 16 février 2013       |
| 8  |                | 映画館Wデートで修羅場      | Eigakan daburu dēto de shuraba         | 23 février 2013       |
| 9  |                | よみがえる約束は修羅場     | Yomigaeru yakusoku wa shuraba          | 2 mars 2013           |
| 10 |                | 夏合宿の会議で修羅場       | Natsugasshuku no kaigi de shuraba      | 9 mars 2013           |
| 11 |                | 合宿前夜のワクワクは修羅場 | Gasshuku zen'ya no wakuwaku wa shuraba | 16 mars 2013          |
| 12 |                | 謀略の結末は修羅場         | Bōryaku no ketsumatsu wa shuraba       | 23 mars 2013          |
| 13 |                | 新しい世界への修羅場       | Atarashii sekai e no shuraba           | 30 mars 2013          |

### Musique
| Générique | Épisodes | Début         | Début                                                       | Fin           | Fin           |
| Générique | Épisodes | Titre         | Artiste                                                     | Titre         | Artiste       |
| --------- | -------- | ------------- | ----------------------------------------------------------- | ------------- | ------------- |
| 1         | 1 – 12   | Girlish Lover | Chinatsu Akasaki, Yukari Tamura, Hisako Kanemoto, Ai Kayano | W:Wonder Tale | Yukari Tamura |